# Conistra politina
Conistra politina là một loài bướm đêm trong họ Noctuidae.